# حامد كافيانبور
حامد كافيانبور ((بالفارسية: حامد کاویانپور‏)؛ مواليد 1 ديسمبر 1978) هو لاعب كرة قدم إيراني دولي سابق كان يلعب كلاعب وسط. مثّل منتخب إيران لكرة القدم في كأس آسيا 2000 و2004.

## روابط خارجية
- حامد كافيانبور على موقع الاتحاد الدولي (مؤرشف)  (الإنجليزية)
- حامد كافيانبور على موقع اتحاد تركيا (لاعب) (الإنجليزية)
- حامد كافيانبور على موقع قاعدة بيانات كرة القدم.إي يو (الإنجليزية)
- حامد كافيانبور على موقع ناشيونال فوتبول تيمز (الإنجليزية)